# دائرة الكنتور
دائرة الكنتور هي إحدى دوائر إقليم اليوسفية، التابع لجهة مراكش آسفي، المملكة المغربية. تضم الدائرة 5 جماعات قروية، وبلغ عدد سكانها 66157 فرداً سنة 2004 حسب الإحصاء الرسمي للسكان والسكنى. يتبع للدائرة 12 مشيخة و195 دوار.

## التقسيمات الإداريّة
تعتبر دائرة الكنتور إحدى الدوائر المشكّلة لإقليم اليوسفية، وهو التقسيم الإداري من المستوى الرابع المعتمد في المغرب. ينقسم إقليم اليوسفية إلى 9 جماعات قروية تختلف من حيث السكان والمساحة، والتي بدورها تنقسم إلى مشيخات تضم عدداً من الدواوير.